# Espiens
Espiens (okzitanisch gleichlautend) ist eine französische Gemeinde mit 358 Einwohnern (Stand: 1. Januar 2022) im Département Lot-et-Garonne in der Region Nouvelle-Aquitaine (vor 2016 Aquitaine). Die Gemeinde gehört zum Arrondissement Nérac und zum Kanton L’Albret. Die Einwohner werden Espiennais genannt.

## Geografie
Espiens liegt etwa 22 Kilometer westsüdwestlich von Agen. Umgeben wird Espiens von den Nachbargemeinden Feugarolles im Norden und Nordwesten, Bruch im Norden, Montesquieu im Nordosten, Montagnac-sur-Auvignon im Osten, Calignac im Süden und Südosten, Nérac im Süden und Westen sowie Lavardac im Westen.

## Bevölkerungsentwicklung
| Jahr                       | 1962 | 1968 | 1975 | 1982 | 1990 | 1999 | 2006 | 2018 |
| Einwohner                  | 425  | 361  | 327  | 318  | 318  | 310  | 371  | 370  |
| Quellen: Cassini und INSEE |      |      |      |      |      |      |      |      |

## Sehenswürdigkeiten
- Kirche Notre-Dame

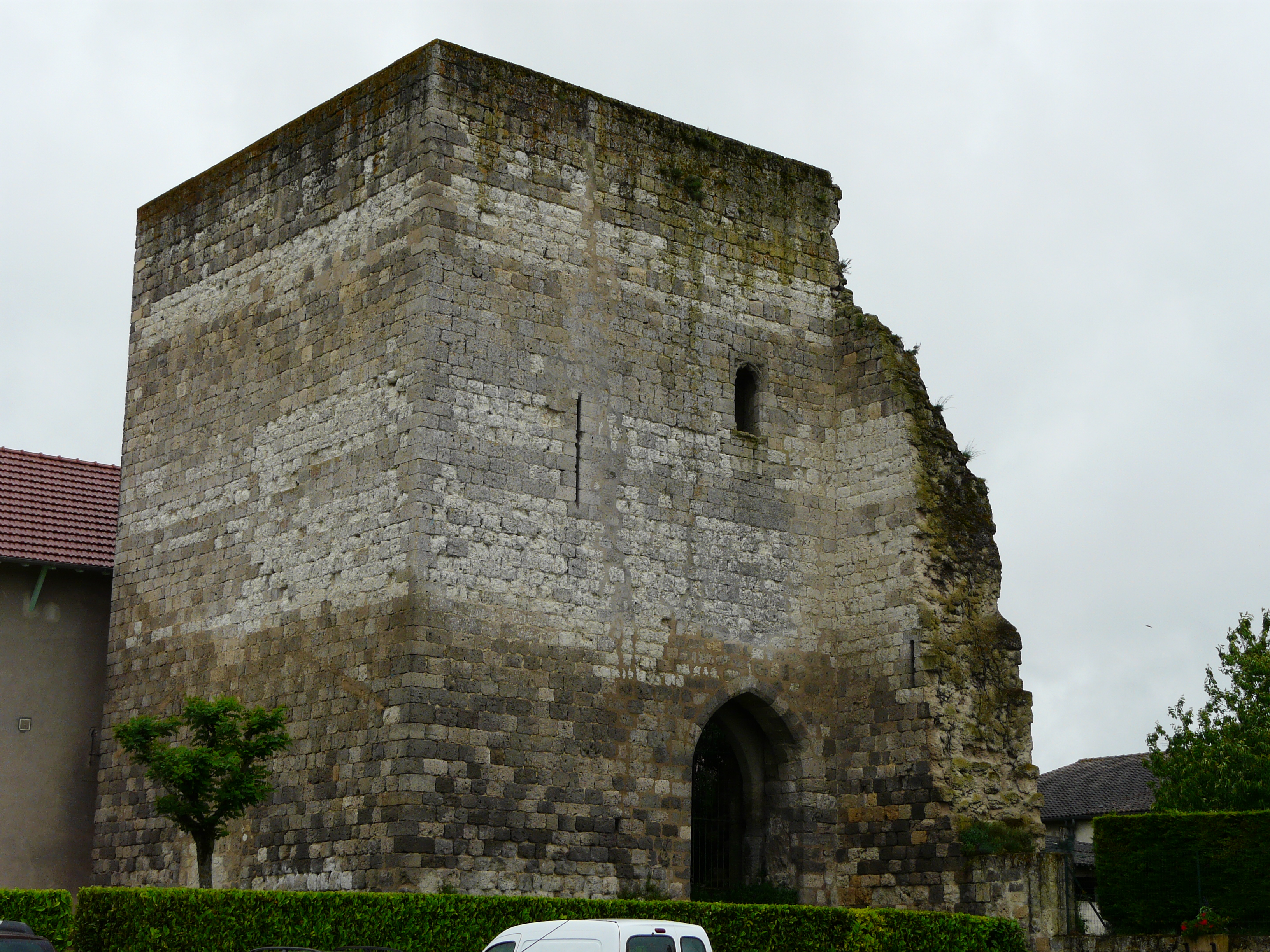
Turm von Espiens
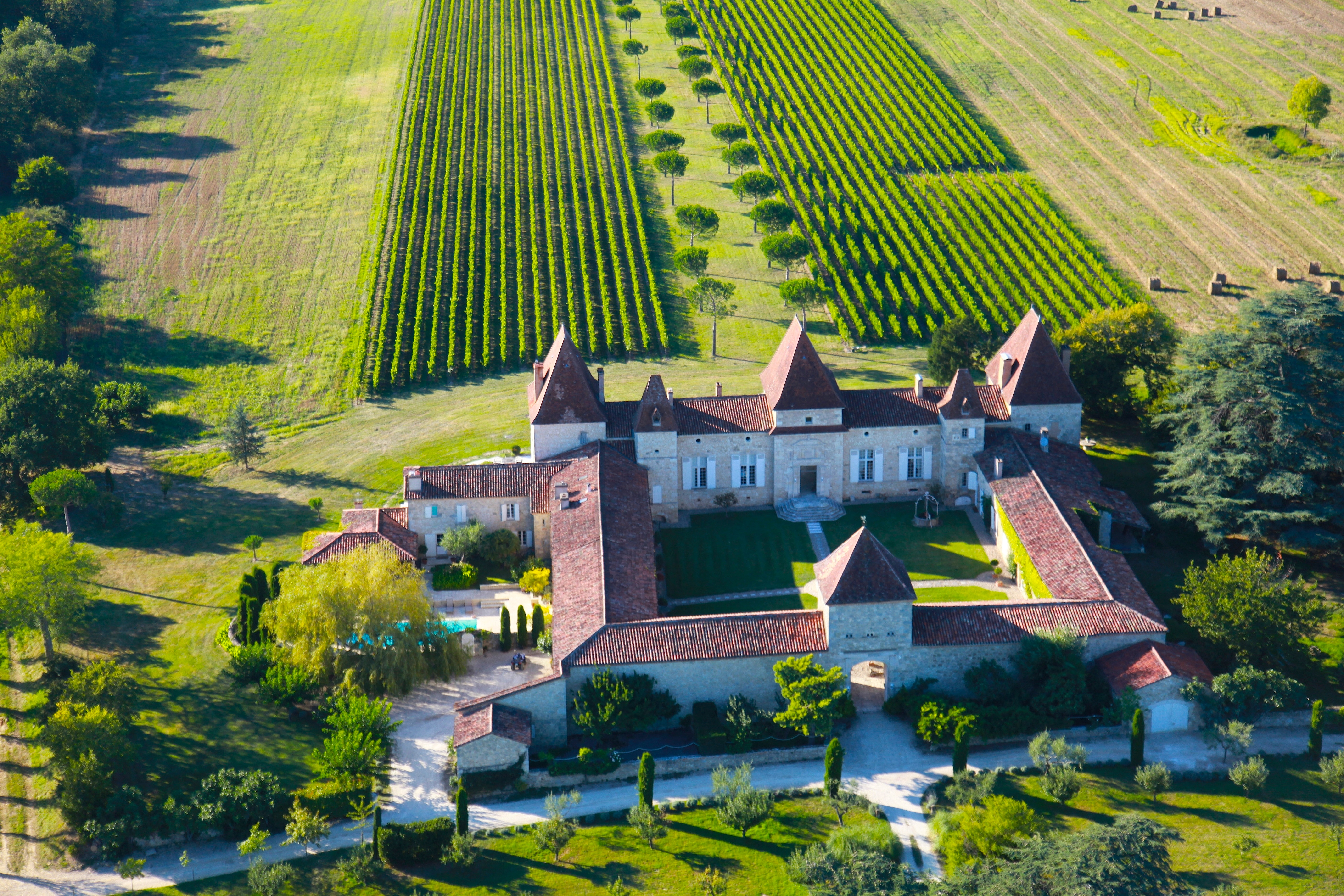
Schloss Mazelières

- Turm von Espiens
- Schloss Mazelières